# 亚历山大·朗格利茨
亚历山大·朗格利茨 （德語：Alexander Langlitz；1991年2月15日—）是一位德國藉足球運動員，在場上的位置是右邊衛。他現在效力於德国足球西部地区联赛球會洛特體育之友。

## 球會生涯
朗格利茨在东贝沃恩展開其足球生涯，之後曾在泰尔格特和普斯辛蒙斯達學師，2009年轉投沙尔克04，並自2010/11賽季起在二隊上場比賽。2011年12月14日，朗格利茨在歐洲聯賽對以色列球隊海法马卡比時替換祖拉度上場完成球隊一隊首秀，最終以3-1取勝。2013年7月，他轉投西部地区联赛球會红白埃森。在红白埃森踢了一後，他轉投同級聯賽的洛特體育之友，簽約一年。

## 外部連結
- Alexander Langlitz（页面存档备份，存于） at Footballdatabase
- fussballdaten.de：亚历山大·朗格利茨之統計數據 （德文）